# Porte-parole du gouvernement tunisien
Le porte-parole du gouvernement tunisien est un membre du gouvernement tunisien.

## Rôle
Le porte-parole est chargé d'informer les citoyens tunisiens et le monde des réformes et nouvelles gouvernementales. À chaque Conseil des ministres, il informe le public sur la Télévision tunisienne 1.

## Liste des porte-parole
| Nom                                  | Nom               | Nom | Gouvernement  | Mandat           | Mandat           | Parti                          | Président de la République                 |
| ------------------------------------ | ----------------- | --- | ------------- | ---------------- | ---------------- | ------------------------------ | ------------------------------------------ |
|                                      | Samir Lâabidi     |     | Ghannouchi II | 29 décembre 2010 | 17 janvier 2011  | Indépendant                    | Fouad Mebazaa Indépendant (2011)           |
|                                      | Taïeb Baccouche   |     | Caïd Essebsi  | 17 janvier 2011  | 24 décembre 2011 | Indépendant                    | Fouad Mebazaa Indépendant (2011)           |
|                                      | Samir Dilou       |     | Jebali        | 24 décembre 2011 | 29 janvier 2014  | Ennahdha                       | Moncef Marzouki CPR (2011-2014)            |
| Larayedh                             | Samir Dilou       |     |               | 24 décembre 2011 | 29 janvier 2014  | Ennahdha                       | Moncef Marzouki CPR (2011-2014)            |
|                                      | Nidhal Ouerfelli  |     | Jomaa         | 5 mars 2014      | 6 février 2015   | Indépendant                    | Moncef Marzouki CPR (2011-2014)            |
|                                      | Ahmed Zarrouk     |     | Essid         | 6 février 2015   | 6 janvier 2016   | Nidaa Tounes                   | Béji Caïd Essebsi Nidaa Tounes (2014-2019) |
|                                      | Khaled Chouket    |     | Essid Chahed  | 6 janvier 2016   | 5 novembre 2018  | Nidaa Tounes                   | Béji Caïd Essebsi Nidaa Tounes (2014-2019) |
| Mohamed Ennaceur Nidaa Tounes (2019) | Khaled Chouket    |     | Essid Chahed  | 6 janvier 2016   | 5 novembre 2018  | Nidaa Tounes                   |                                            |
|                                      | Iyed Dahmani      |     | Chahed        | 5 novembre 2018  | 7 novembre 2019  | Al Joumhouri puis Tahya Tounes |                                            |
|                                      | Asma Shiri        |     | Fakhfakh      | 7 avril 2020     | 2 septembre 2020 | Indépendante                   | Kaïs Saïed Indépendant (2019- )            |
|                                      | Hasna Ben Slimane |     | Mechichi      | 8 mars 2021      | 26 juillet 2021  | Indépendante                   | Kaïs Saïed Indépendant (2019- )            |
|                                      | Amel Adouani      |     | Bouden        | 8 novembre 2021  | 9 novembre 2021, | Indépendante                   | Kaïs Saïed Indépendant (2019- )            |
|                                      | Nasreddine Nsibi  |     | Bouden        | 15 novembre 2021 | 22 février 2023  | Indépendant                    | Kaïs Saïed Indépendant (2019- )            |